# Juri Hollmann
Juri Hollmann (Berlino, 30 agosto 1999) è un ciclista su strada tedesco che corre per il team Alpecin-Deceuninck. È professionista dal 2020.

## Palmarès

### Strada
- 2017 (Juniores)

2ª tappa, 1ª semitappa Internationale Cottbuser Junioren-Etappenfahrt (Drachhausen, cronometro)
Classifica generale Internationale Cottbuser Junioren-Etappenfahrt

#### Altri successi
- 2016 (Juniores)

1ª tappa, 1ª semitappa Coupe du Président de la Ville de Grudziądz (Gruta > Łasin, cronosquadre)
- 2024 (Alpecin-Deceuninck)

Classifica scalatori Giro di Romandia

### Pista
- 2016

Campionati tedeschi, Inseguimento a squadre Junior
- 2017

Campionati tedeschi, Omnium Junior

## Piazzamenti

### Grandi Giri
- Giro d'Italia

2025: ritirato (6ª tappa)
- Vuelta a España

2024: 96º

### Classiche monumento
- Giro delle Fiandre

2021: 65º
2023: ritirato
- Parigi-Roubaix

2021: ritirato
2023: 82º
- Giro di Lombardia

2020: fuori tempo massimo
2024: 72°

### Competizioni mondiali
- Campionati del mondo

Bergen 2017 - Cronometro Junior: 4º
Bergen 2017 - In linea Junior: 17º
Yorkshire 2019 - Cronometro Under-23: 33º

### Competizioni europee
- Campionati europei

Plumelec 2016 - Cronometro Junior: 13º
Plumelec 2016 - In linea Junior: 54º
Herning 2017 - Cronometro Junior: 16º
Zlín 2018 - Cronometro Under-23: 12º
Plouay 2020 - Cronometro Elite: 12º
Plouay 2020 - In linea Elite: 72º